# Georg Henrik von Wright
Georg Henrik von Wright (IPA: [je:ɔrj hɛn:rik fɔn-vrik:t]), finski analitični filozof, logik in esejist, * 14. junij 1916, Helsinki, Finska, † 16. junij 2003, Helsinki.
Za logiko je pomemben kot utemeljitelj moderne deontične logike, v filozofiji znanosti je pomemben z reafirmacijo in dopolnitvijo metode induktivnega spoznanja, poznan pa je še kot eden najpomembnejših interpretov avstrijskega filozofa Ludwiga Wittgensteina.
Rojen je bil 14. junija 1916 v Helsinkih v družini s škotskimi koreninami iz 17. stoletja. Že zelo zgodaj sta se pokazali njegova nadarjenost za matematiko in opazovanje narave. V zgodnjih najstniških letih je težko zbolel in si je čas zdravljenja krajšal z učenjem predvsem matematike in naravoslovnih znanosti, od filozofije pa je prebiral Schopenhauerja in Nietzscheja.
Leta 1934 se je vpisal na Univerzo v Helsinkih, kjer je mimo zahtevanega kurikuluma pod mentorstvom univerzitetnega profesorja filozofije Eina Kaile dobil spodbudo za študij logike in sodobne analitične filozofije. V avtorsko filozofskem smislu lahko tukaj izpostavimo ukvarjanje z vodilnima predstavnikoma logičnega pozitivizma druge generacije Rudolfom Carnapom in Wittgensteinom. Leta 1937 je star 21 let poskusil navezati stike z Dunajskim krogom, a mu je načrte preprečil nemški Anschluss. Ker pa so nacisti zasedli in priključili Avstrijo Nemčiji, je podobno kakor številni člani Dunajskega kroga z nekaj dobrimi vezami in priporočili nadaljeval študij na Univerzi Cambrige v Wittgensteinovi bližini. Kljub skromnemu znanju angleščine, ga je pod okrilje vzel še en uveljavljen predstavnik logičnega pozitivizma Charles Dunbar Broad. Dolgo želeno in pričakovano srečanje z Wittgensteinom je bilo zanj popolno razočaranje, ker je žal zamudil že polovico predavanj, Wittgenstein pa je zahteval tekočo prisotnost skozi semester. V naslednjem semestru je mlademu von Wrightu uspelo pritegniti Wittgensteinovo pozornost, ki je v njegovi intelektualni prožnosti spoznal svojega naslednika. 31. maja 1941 je promoviral z doktorsko tezo »Logični problemi indukcije«.
Med vojno je svojo podporo izrazil Nemčiji proti Sovjetski zvezi. Vrnil se je na Finsko, kjer je z 25-imi leti dobil profesuro. Leta 1948 ga je Wittgenstein povabil nazaj v Cambridge in mu prepustili v vodenje svojo katedro. Prvi dosežek, s katerim je upravičil svoje nasledstvo pri Wittgensteinu, je bila študija o logičnih relacijah med normativnimi izjavami, kar velja za začetek deontične logike kot veje modalne logike. Leta 1951 pa je sledila dopolnitev doktorske študije o indukciji in verjetnosti, s katero je ponovno po Francisu Baconu in Johnu Stuartu Millu v središče filozofskega ukvarjanja postavil sam pojem indukcije v razmerju do znanstvenega spoznanja.
Po Wittgensteinovi smrti se je brez vplivnega zaščitnika raje pravočasno vrnil v domovino, kjer je nadaljeval s svojo burno akademsko kariero. V nadaljnjem filozofskem ukvarjanju je poskušal najti kompromis med dvema najbolj uveljavljenima filozofskima paradigmama: analitično filozofijo in hermenevtiko. Slednja ga je tudi povlekla na področje literarne kritike, kjer mu je z objavo študij o Dostojevskem in Tolstoju prav tako uspel intelektualni preboj. Po drugi strani pa je postajal vedno bolj skeptičen in pesimističen glede prihodnosti znanosti v moderni družbi. Destruktivnost racionalizirane modernosti je podobno kot kritik moderne družbe Oswald Spangler smatral za znamenje že doseženega vrha civilizacije in njenega neizbežnega družbenega razkroja. Njegovo najbolj poznano delo iz poznega obdobja je »Mit napredka«, ki je nastalo pod vplivom Frankfurtske šole.

## Dela
Von Wright je objavljal dela v štirih jezikih: angleščini, finščini, švedščini in tudi nemščini. 
Seznam del:
- »Logični problemi indukcije« (The Logical Problem of Induction), doktorska teza, 1941;
- »Logični empirizem« (Den logiska empirismen), v švedščini, 1945;
- »O verjetnosti« (Über Wahrscheinlichkeit), v nemščini, 1945;
- »Esej o modalni logiki« (An Essay in Modal Logic), 1951;
- »Razprava o indukciji in verjetnosti« (A Treatise on Induction and Probability), 1951;
- »Deontična logika« (Deontic Logic), 1951
- »[5]« (Tanke och förkunnelse), v švedščini, 1955;
- »Logične študije« (Logical Studies), 1957;
- »Logika, filozofija in jezik« (Logik, filosofi och språk), v švedščini, 1957;
- »Raznolikost moralnega dobrega« (The Varieties of Goodness), na spletu Arhivirano 2008-06-21 na Wayback Machine., 1963;
- »Norma in dejanje« (Norm and Action), na spletu, 1963;
- »Logika izbire« (The Logic of Preference), 1963, (COBISS);
- »Esej o naravi, človeku in znanstveno-tehnološki revoluciji« (Essay om naturen, människan och den vetenskaplig-tekniska revolutionen), v švedščini, 1963;
- »Esej o deontični logiki« (An Essay in Deontic Logic), 1968;
- »Čas, sprememba in protislovje« (Time, Change and Contradiction), 1969;
- »Dve tradiciji filozofije znanosti« (Tieteen filosofian kaksi perinnettä), v finščini, 1970;
- »Razlaga in razumevanje« (Explanation and Understanding), 1971, (COBISS);
- »Vzročnost in determinizem« (Causality and Determinism'), 1974;
- »Delovanje, norma in namera« (Handlung, Norm und Intention), v nemščini 1977;
- »[6]« (Humanismen som livshållning), v švedščini, 1978;
- »Svoboda in nujnost« (Freedom and Determination), 1980;
- »Wittgenstein«, 1982, (COBISS) ;
- »Filozofski spisi« (Philosophical Papers I-III), 1983-1984;
- »[7]« (Filosofisia tutkielmia), v finščini, 1985;
- »Znanost in razum« (Vetenskapen och förnuftet), v švedščini, 1986;
- »Minervina sova« (Minervan Pöllö), v finščini, 1991;
- »Mit napredka« (Myten om framsteget), v švedščini, 1993;
- »Drevo spoznanja« (The Tree of Knowledge), 1993;
- »[8] (Att förstå sin samtid), v švedščini, 1994;
- »Šest esejev o filozofski logiki« (Six Essays in Philosophical Logic), 1996;
- »[9]« (Viimeisistä ajoista. Ajatusleikki), v finščini, 1997;
- »Logika in humanizem« (Logiikka ja humanismi), v finščini, 1998;
- »Descartesova senca« (In the Shadow of Descartes), 1998;
- »[10]« (Mitt liv som jag minns det), v švedščini, 2001.

Wittgensteinova dela, ki jih je pomagal urediti von Wright, izdana pri založbi Blackwell:
- »Beležke 1914-1916« (Notebooks 1914-1916), 1961;
- »Zapiski« (Zettel), 1967;
- »O gotovosti« (On Certainty), 1969, (COBISS);
- »Pisma k angleškemu prevodu Logično-filozofskega traktata« (Letters to C.K. Ogden with Comments on the English Translation of the Tractatus Logico-Philosophicus), 1973;
- »Pisma« (Letters to Russell, Keynes and Moore), 1974;
- »Pripombe k fundacionalističnemu utemeljevanju matematike« (Remarks on the Foundations of Mathematics),	1978 (1956);
- »Opazke k filozofiji psihologije« (Remarks on the Philosophy of Psychology. Vols 1,2),	1980;
- »Kultura in vrednota : mešani zapiski : izbor iz zapuščine« (Culture and Value), 1980, (COBISS);
- »Zaključki k filozofiji psihologije« (Last Writings on the Philosophy of Psychology, Vol. 1. Vol. 2), 1992.

Izdano pri Cornell University Press:
- »Proto-Trakrat« (ProtoTractatus -- An Early Version of Tractatus Logico- Philosophicus), 1971.